# 宮城県道27号奥松島松島公園線
宮城県道27号奥松島松島公園線（みやぎけんどう27ごう おくまつしままつしまこうえんせん）は宮城県東松島市の奥松島（宮戸島）から宮城郡松島町に至る県道（主要地方道）である。

## 概要
東松島市にある松島湾最大の島「宮戸島」の室浜海水浴場入口から松島町高城の宮城県道145号高城停車場線（旧国道45号）交点（移転前の松島町役場前）とを結ぶ主要地方道。宮戸島の各集落を結び、松ヶ島橋で本土に渡る。その後野蒜海水浴場沿いを走り、東松島市野蒜（宮城県道60号鹿島台鳴瀬線交点）で進路を西に変える。野蒜海水浴場 - 県道60号交点の区間はかつて暴走族対策のため夜間（22時 - 6時）は閉鎖されていた。野蒜から終点までは東日本旅客鉄道仙石線の野蒜駅 - 高城町駅間とほぼ並行する。
1977年（昭和52年）4月1日に奥松島パークラインと命名された。例年、体育の日に当道路を中心に松島ハーフマラソン大会が行われ、東日本放送からテレビ放送されていたが、2019年（令和元年）をもって終了した。

### 路線データ
- 実延長：19.9623 km[4]
- 起点：東松島市室浜
- 終点：宮城郡松島町高城（宮城県道145号高城停車場線交点）

## 歴史
- 1976年（昭和51年）
  - 4月1日 - 県道松島鳴瀬線及び大高森台前線の一部が、「奥松島松島公園線」として建設省（現・国土交通省）から主要地方道の指定を受ける。[5]
  - 9月10日 - 宮城県が主要地方道45号として「県道奥松島松島公園線」を路線認定[6]。同時に松島鳴瀬線及び大高森台前線を路線廃止。
- 1993年（平成5年）
  - 5月11日 - 建設省から、県道奥松島松島公園線が奥松島松島公園線として主要地方道に指定される[7]。
  - 10月19日 - 県道番号が決定[8]され、従前の主要地方道45号から、県道27号に変更される。（12月1日より施行）
- 2021年（令和3年）
  - 3月23日 - 松ヶ島橋が開通[9]。
  - 12月23日 - 洲崎復興道路が全線開通[10]。

## 地理
松島湾の北側から弧を描くように伸びる野蒜海岸（のびるかいがん）に沿う道で、奥松島ともよばれる宮戸島へと続く。宮戸島の途中にある大高森は、松島が最も美しく見えるとされる「四大観」のひとつに数えられており、松島湾の入江に浮かぶ日本三景・松島の多島風景を望むスポットとなっている。沿道の野蒜海岸は、2011年（平成23年）3月に起こった東日本大震災の津波で大被害を被ったエリアである。

### 通過する自治体
- 東松島市
- 宮城郡松島町

### 交差する道路
- 宮城県道60号鹿島台鳴瀬線（東松島市野蒜）
- 宮城県道145号高城停車場線（終点）

### 沿線
- 月浜海水浴場（東松島市宮戸）
- 宮城県松島自然の家（東松島市宮戸）
- 東松島市立宮戸小学校跡（東松島市宮戸）
- 奥松島縄文村（里浜貝塚）（東松島市宮戸）
- あおみな（東松島市宮戸）
- 大高森（東松島市宮戸）
- 嵯峨渓（東松島市野蒜）
- 野蒜海水浴場（東松島市野蒜）
- 東名運河（東松島市野蒜）
- 東松島市震災復興伝承館（旧野蒜駅跡）（東松島市野蒜）
- 奥松島運動公園（東松島市野蒜）
- 手樽地域交流センター（旧松島町立松島第三小学校跡）（宮城郡松島町手樽）
- JR仙石線
  - 野蒜駅 - 東名駅 - 陸前大塚駅 - 陸前富山駅 - 手樽駅 - 高城町駅
- 磯崎漁港（宮城郡松島町磯崎）
- 松島町文化観光交流館（宮城郡松島町磯崎）
- 松島郵便局（宮城郡松島町高城）

### 交通量[12]
令和３年度・12時間交通量
- 松島町手樽字早川東 - 4,316台
- 東松島市野蒜北余景 - 4,010台
- 東松島市宮戸椿 - 1,582台